# Římskokatolická farnost Praha-Hradčany
Římskokatolická farnost Praha-Hradčany je územním společenstvím římských katolíků v rámci I. pražského vikariátu arcidiecéze pražské. Jako farní kostel slouží svatovítská katedrála.

## O farnosti

### Historie
Farnost vznikla roku 973, a to současně s pražskou diecézí.
Roku 1948 byla zřízena duchovní správa u kostela svatého Jana Nepomuckého, která zanikla roku 1975. Záznamy matrik jsou ve farnosti vedeny od roku 1606.
Staršími názvy farnosti jsou Ad S. Vitum; Metropol. Domkirche S. Veit; Praha IV. Ad S. Vitum, Praha 1-Hradčany – sv. Vít a Sacra Metropolitana Ecclesia ad s. Vitum.

#### Duchovní ve farnosti
- Mons. PhDr. JCLic. Milan Hanuš (farář)
- Mgr. Ing. Václav Boháč (jáhen)

Na území farnosti a v jejích kostelích působí ještě mnoho dalších duchovních, protože na území farnosti se nalézá ústředí české katolické církve a část kostelů ve farnosti mají ve správě jiní kněží z jiných církevních organizací.

#### Kostely farnosti
| Kostel                                     | Místo              | Bohoslužba                                       | Bohoslužba                                   | Poznámka         |
| ------------------------------------------ | ------------------ | ------------------------------------------------ | -------------------------------------------- | ---------------- |
| Katedrála svatého Víta, Václava a Vojtěcha | Praha 1 – Hradčany | neděle pondělí úterý středa čtvrtek pátek sobota | 8.30; 10.00; 17.00 nešpory 7.00 , 18.00 7.00 | farní kostel     |
| Kostel Všech svatých                       | Praha 1 – Hradčany | neděle                                           | 15.30                                        | kapitulní kostel |
| Bazilika svatého Jiří                      | Praha 1 – Hradčany | čtvrtek                                          | 17.00                                        | filiální kostel  |
| Kostel svatého Benedikta                   | Praha 1 – Hradčany | neděle                                           | 9.00                                         | klášterní kostel |
| Kostel svatého Jana Nepomuckého            | Praha 1 – Hradčany | úterý                                            | 12:00                                        | vojenský kostel  |